# Suspiria de Profundis
Suspiria de Profundis (frase latina que significa Suspiros desde las profundidades) es una colección de ensayos en forma de poemas en prosa del escritor británico Thomas De Quincey, publicada por primera vez en 1845. Un examen del proceso de la memoria influenciado por el uso de drogas alucinógenas, Suspiria de Profundis ha sido descrita como una de las obras literarias más conocidas y distintivas de su época.

## Género
Publicada por primera vez de forma fragmentaria en 1845, la obra es una colección de ensayos breves de fantasía psicológica, lo que el propio De Quincey denominó «prosa apasionada» y lo que actualmente se denomina poesía en prosa. Según el autor y periodista Sidney Low, los ensayos de Suspiria «están entre los mejores ejemplos del estilo inglés de De Quincey o de cualquier otro».
De Quincey concibió la colección como una secuela de su obra maestra, Confessions of an English Opium-Eater (1821). Al igual que esa obra, las piezas de Suspiria de Profundis se basan en las experiencias visionarias de la adicción al opio del autor.

## Adaptaciones
En 1860, Charles Baudelaire, inspirado por Suspiria de Profundis, escribió la primera parte de su ensayo Les paradis artificiels sobre el hachís y el opio y su efecto en la obra de un poeta. La segunda parte, titulada Un mangeur d'Opium, es una traducción al francés de las Confesiones de De Quincey, con Baudelaire añadiendo ocasionalmente sus propias impresiones.
El cineasta italiano Dario Argento se inspiró en Suspiria, en particular en el segmento Levana and Our Ladies of Sorrow, para escribir su trilogía de las tres madres, que incluye los filmes Suspiria (1977), Inferno (1980) y La terza madre (2007). Esta influencia se trasladó al remake de Suspiria de Luca Guadagnino en 2018. También fue adaptada por Luigi Cozzi en 1989, como Demons 6: il gatto nero.
La novela de Fritz Leiber Our Lady of Darkness, publicada en 1977, cita a Levana en la introducción y hace referencia a la tercera madre en el transcurso de la obra.